# پلاک وسایل نقلیه استان آذربایجان شرقی
کدهای استان آذربایجان شرقی ۱۵، ۲۵ و ۳۵ می‌باشد. (کد ۱۵ مربوط به کلانشهر تبریز و کد۲۵ به ترتیب وسعت و جمعیت، مربوط به شهرستان‌ها و کد ۳۵ مربوط به شهرستان‌های استان و شهر تبریز است).
در خودروهای عمومی، واگذاری پلاک‌های ایران ۱۵ و ۲۵ به اتمام رسیده و پلاک ایران ۳۵ در حال واگذاری است،
در تاکسی‌ها نیز کد ایران ۱۵ تا سرشماره ۷۶ ت در حال واگذاری است.
با توجه به اتمام پلاک سری ۱۵ درکلانشهر تبریز پلاک‌های ۳۵ ل، ۳۵ م، ۳۵ ه، ۳۵ ی ،۳۵ س به‌طور مشترک با شهرستان چاراویماق و ۳۵ و به‌طور مشترک با شهرستان اهر واگذار شده و به اتمام رسیده است
- با اتمام کد پلاک ۳۵ و برای شهر تبریز کدهای قدیمی که یک سال از زمان فک آن‌ها گذشته است کدهای ۱۵ ب، ج، د، س نیز واگذار شده و در حال حاضر کد (۱۵ ص) برای شهر تبریز در حال واگذاری است.
- با اتمام ظرفیت کد (۲۵ ل) برای شهرستان بناب، کد ۳۵ د مشترک با شهرستان عجب شیر و کد ۳۵ ج مشترک با شهرستان ورزقان در حال واگذاری است. البته کدهایی که بیشتر از یک سال از زمان فک آنها می‌گذرد هم در حال واگذاری است.
- با اتمام ظرفیت کد (۲۵ ن) برای شهرستان شبستر کد پلاک‌هایی که بیشتر از یک سال از زمان فک آن‌ها می‌گذرد در حال واگذاری است مانند(۱۱ن۲۳۱ ایران ۲۵)
- با اتمام ظرفیت کدهای (۳۵ ط و ۲۵ ج) برای شهرستان مرند کد پلاک‌هایی که بیشتر از یک سال از زمان فک آن‌ها می‌گذرد در حال واگذاری است مانند(۱۱ج۲۳۱ ایران ۲۵)
- با اتمام ظرفیت کد (۳۵ب) برای شهرستان اسکو کد پلاک‌هایی که بیشتر از یک سال از زمان فک آن‌ها می‌گذرد در حال واگذاری است مانند(۱۱ب۲۳۱ ایران ۳۵)
- با اتمام ظرفیت کدهای (۳۵ ق و ۲۵ ب) برای شهرستان مراغه کد پلاک‌هایی که بیشتر از یک سال از زمان فک آن‌ها می‌گذرد در حال واگذاری است مانند(۱۱ب۲۳۱ ایران ۲۵)
- با اتمام ظرفیت کد (۲۵ ی) برای شهرستان آذرشهر کد پلاک‌هایی که بیشتر از یک سال از زمان فک آن‌ها می‌گذرد در حال واگذاری است مانند(۱۱ی۲۳۱ ایران ۲۵)
- با اتمام ظرفیت کد (۲۵ ص) برای شهرستان سراب کد پلاک‌هایی که بیشتر از یک سال از زمان فک آن‌ها می‌گذرد در حال واگذاری است مانند(۱۱ص۲۳۱ ایران ۲۵)

## ۱۵ مرکز استان (تبریز)
۱۵: کد کلانشهر تبریز و تمام حروف کد ۱۵ مربوط به این کلانشهر بوده تماماً واگذارشده است. پلاک‌های ایران (۳۵ ل)، (۳۵ م)، (۳۵ ه)، (۳۵ ی) ،۳۵ س (به‌طور مشترک با چاراویماق)، ۳۵ و (به‌طور مشترک با اهر) نیز برای کلانشهر تبریز در نظر گرفته شده است.
| حرف | شهرستان          | وضعیت واگذاری                                     |
| --- | ---------------- | ------------------------------------------------- |
| الف | دولتی            | سرشماره ۳۹ درحال واگذاری                          |
| ب   | تبریز(۱)         | پایان شماره گذاری                                 |
| ت   | تاکسی            | سرشماره ۸۱ درحال واگذاری                          |
| ج   | تبریز(۲)         | پایان شماره گذاری                                 |
| د   | تبریز(۳)         | پایان شماره گذاری                                 |
| س   | تبریز(۴)         | پایان شماره گذاری                                 |
| ژ   | جانبازان معلولین | سرشماره ۱۱ درحال واگذاری سرشماره ۵۱ درحال واگذاری |
| ص   | تبریز(۵)         | پایان شماره گذاری                                 |
| ط   | تبریز(۶)         | پایان شماره گذاری                                 |
| ع   | عمومی(۱)         | پایان شماره گذاری                                 |
| ق   | تبریز(۷)         | پایان شماره گذاری                                 |
| ک   | کشاورزی          | سرشماره ۸۳ درحال واگذاری                          |
| ل   | تبریز(۸)         | پایان شماره گذاری                                 |
| م   | تبریز(۹)         | پایان شماره گذاری                                 |
| ن   | تبریز(۱۰)        | پایان شماره گذاری                                 |
| و   | تبریز(۱۱)        | پایان شماره گذاری                                 |
| ه   | تبریز(۱۲)        | پایان شماره گذاری                                 |
| ی   | تبریز(۱۳)        | پایان شماره گذاری                                 |

| ۱۵ | ۳۴۵ س ۱۲ |

## ۲۵ استان آذربایجان شرقی
۲۵: این کد به ترتیب وسعت و جمعیت، مربوط به شهرستان‌های بزرگ می‌باشد.
| ۲۵ | ۳۴۵ ل ۱۲ |  |

| حرف | شهرستان           | وضعیت واگذاری            |
| --- | ----------------- | ------------------------ |
| ب   | مراغه(۱)          | پایان شماره گذاری        |
| ج   | مرند(۱)           | پایان شماره گذاری        |
| د   | میانه(۱)          | پایان شماره گذاری        |
| س   | اهر(۱)، هوراند(۱) | پایان شماره گذاری        |
| ص   | سراب              | پایان شماره گذاری        |
| ط   | جلفا              | سرشماره ۷۸ درحال واگذاری |
| ع   | عمومی(۲)          | پایان شماره گذاری        |
| ق   | هشترود            | سرشماره ۵۵ درحال واگذاری |
| ل   | بناب(۱)           | پایان شماره گذاری        |
| م   | بستان‌آباد         | سرشماره ۷۸ درحال واگذاری |
| ن   | شبستر             | پایان شماره گذاری        |
| و   | کلیبر، خدا آفرین  | سرشماره ۶۳ درحال واگذاری |
| ه‍   | هریس              | سرشماره ۶۸ درحال واگذاری |
| ی   | آذرشهر            | پایان شماره گذاری        |

## ۳۵ استان آذربایجان شرقی و تبریز
۳۵: این کد به ترتیب وسعت و جمعیت، مربوط به شهرستان‌ها بوده و برخی از حروف این کد به کلانشهر تبریز اختصاص یافته است.
| ۳۵ | ۳۴۵ س ۱۲ |

| حرف | شهرستان                       | وضعیت شماره گذاری        |
| --- | ----------------------------- | ------------------------ |
| ب   | اسکو                          | پایان شماره گذاری        |
| ج   | ورزقان،بناب(۳)                | سرشماره ۴۹ درحال واگذاری |
| د   | عجب شیر، بناب(۲)              | سرشماره ۷۷ درحال واگذاری |
| س   | چاراویماق(۱)، تبریز(۱۸)       | پایان شماره گذاری        |
| ص   | ملکان                         | پایان شماره گذاری        |
| ط   | مرند(۲)                       | پایان شماره گذاری        |
| ع   | عمومی(۳)                      | سرشماره ۵۵ درحال واگذاری |
| ق   | مراغه(۲)                      | پایان شماره گذاری        |
| ل   | تبریز(۱۴)                     | پایان شماره گذاری        |
| م   | تبریز(۱۵)                     | پایان شماره گذاری        |
| ن   | میانه، ترکمانچای، کندوان(۲)   | سرشماره ۷۷ درحال واگذاری |
| و   | اهر (۲)، هوراند(۲)، تبریز(۱۹) | پایان شماره گذاری        |
| ه‍   | تبریز(۱۶)                     | پایان شماره گذاری        |
| ی   | تبریز(۱۷)                     | پایان شماره گذاری        |

پلاک موتور: ۳۹۱ تا ۳۹۸